# Fire Like This
Albums de Blood Red Shoes
Box of Secrets
(2008) In Time to Voices
(2012)
Singles
1. Colours Fade
Sortie : 25 novembre 2009
2. Light It Up
Sortie : 22 février 2010
3. Don't Ask
Sortie : 10 mai 2010
4. Heartsink
Sortie : 16 août 2010

Fire Like This est le deuxième album du groupe de rock britannique Blood Red Shoes, publié le 1er mars 2010 par V2 Records.

## Liste des titres
| No  | Titre                                                    | Durée |
| --- | -------------------------------------------------------- | ----- |
| 1.  | Don't Ask                                                | 3:17  |
| 2.  | Light It Up                                              | 3:59  |
| 3.  | It Is Happening Again                                    | 3:40  |
| 4.  | When We Wake                                             | 4:33  |
| 5.  | Keeping It Close                                         | 3:21  |
| 6.  | Count Me Out                                             | 3:39  |
| 7.  | Heartsink                                                | 3:39  |
| 8.  | Follow the Lines                                         | 3:35  |
| 9.  | One More Empty Chair                                     | 4:23  |
| 10. | Colours Fade                                             | 7:08  |
| 11. | We Get Bored (morceau exclusif sur la version japonaise) | 3:44  |